# Taopi, Minnesota
Taopi là một thành phố thuộc quận Mower, tiểu bang Minnesota, Hoa Kỳ. Năm 2010, dân số của thành phố này là 58 người.

## Dân số
- Dân số năm 2000: 93 người.
- Dân số năm 2010: 58 người.